# 21229 Сушіл
21229 Сушіл (21229 Sušil) — астероїд головного поясу, відкритий 22 вересня 1995 року.
Тіссеранів параметр щодо Юпітера — 3,393.